# Grajworon
Grajworon (ros. Грайворон) – miasto w Rosji, w obwodzie biełgorodzkim, u ujścia Grajworonki do Worskli, przy granicy z Ukrainą, 15 km od stacji kolejowej Chotmyżsk i 78 km od Biełgorodu. Ośrodek administracyjny rejonu grajworońskiego i osiedla miejskiego „Gorod Grajworon”.
W 2015 roku miasto liczyło 6481 mieszkańców.
22 maja 2023r. doszło do walk pomiędzy rosyjskimi wojskami stacjonującymi w okolicy miasta a dwoma grupami militarnymi, Legionem Wolna Rosja i Rosyjskim Korpusem Ochotniczym.